# Cathaoirleach
Cathaoirleach (au pluriel : Cathaoirligh) est le titre porté par la personne présidant le Seanad Éireann, la chambre haute du Oireachtas (parlement irlandais). Cette chambre législative comporte soixante membres.

## Pouvoirs et fonctions
Le Cathaoirleach est l'unique juge de l'ordre au Seanad Éireann et dispose de toute une gamme de pouvoirs et de fonctions, à savoir :
- invite les membres à prendre la parole et tous les discours doivent être adressés à la présidence ;
- poser à la Chambre les questions qui s'imposent, superviser les divisions et déclarer les résultats ;
- a le pouvoir de réprimer le désordre, de faire respecter l'obéissance prompte aux décisions et peut ordonner aux membres de se retirer de la Chambre ou les nommer pour suspension par la Chambre elle-même pendant un certain temps ;
- en cas de grand désordre peut suspendre ou ajourner la Chambre ;

Le Cathaoirleach est également membre d'office de la Commission présidentielle, la vice-présidence collective de l'Irlande.

## Liste des Cathaoirligh
Cette liste contient les panels professionnels (depuis 1938) et les affiliations politiques de chaque Cathaoirleach, ainsi que le temps passé en poste.
| N°   | N°   | Nom (Naissance–Mort)                | Photo | Dates du mandat   | Dates du mandat   | Parti               | Panel                                                                                 | Seanad |
| ---- | ---- | ----------------------------------- | ----- | ----------------- | ----------------- | ------------------- | ------------------------------------------------------------------------------------- | ------ |
|      | 1.   | James Campbell (1851–1931)          |       | 6 décembre 1922   | 6 décembre 1928   | Sans étiquette      | N/A                                                                                   | 1922   |
| 1925 | 1.   | James Campbell (1851–1931)          |       | 6 décembre 1922   | 6 décembre 1928   | Sans étiquette      | N/A                                                                                   |        |
|      | 2.   | Thomas Westropp Bennett (1867–1962) |       | 6 décembre 1928   | 19 mai 1936       | Cumann na nGaedheal | N/A                                                                                   | 1928   |
| 1931 | 2.   | Thomas Westropp Bennett (1867–1962) |       | 6 décembre 1928   | 19 mai 1936       | Cumann na nGaedheal | N/A                                                                                   |        |
| 1934 | 2.   | Thomas Westropp Bennett (1867–1962) |       | 6 décembre 1928   | 19 mai 1936       | Cumann na nGaedheal | N/A                                                                                   |        |
|      | 3.   | Seán Gibbons (1883–1952)            |       | 27 avril 1938     | 8 septembre 1943  | Fianna Fáil         | Panel de l'agriculture                                                                | 2e     |
| 2e   | 3.   | Seán Gibbons (1883–1952)            |       | 27 avril 1938     | 8 septembre 1943  | Fianna Fáil         | Panel de l'agriculture                                                                |        |
|      | 4.   | Seán Goulding (1877–1959)           |       | 8 septembre 1943  | 21 avril 1948     | Fianna Fáil         | Panel de l'industrie et du commerce (1943–1944) Panel de l'administration (1944–1948) | 4e     |
| 5e   | 4.   | Seán Goulding (1877–1959)           |       | 8 septembre 1943  | 21 avril 1948     | Fianna Fáil         | Panel de l'industrie et du commerce (1943–1944) Panel de l'administration (1944–1948) |        |
|      | 5.   | Timothy O'Donovan (1881–1951)       |       | 21 avril 1948     | 14 aout 1951      | Fine Gael           | Panel de l'agriculture                                                                | 6e     |
|      | 6.   | Liam Ó Buachalla (1899–1970)        |       | 14 aout 1951      | 22 juillet 1954   | Fianna Fáil         | Panel de la culture et de l'éducation                                                 | 7e     |
|      | 7    | Patrick Baxter (1891–1959)          |       | 22 juillet 1954   | 22 mai 1957       | Clann na Talmhan    | Panel de l'agriculture                                                                | 8e     |
|      | (6)  | Liam Ó Buachalla (1899–1970)        |       | 22 mai 1957       | 5 novembre 1969   | Fianna Fáil         | Panel de la culture et de l'éducation                                                 | 9e     |
| 10e  | (6)  | Liam Ó Buachalla (1899–1970)        |       | 22 mai 1957       | 5 novembre 1969   | Fianna Fáil         | Panel de la culture et de l'éducation                                                 |        |
| 11e  | (6)  | Liam Ó Buachalla (1899–1970)        |       | 22 mai 1957       | 5 novembre 1969   | Fianna Fáil         | Panel de la culture et de l'éducation                                                 |        |
|      | 8.   | Michael Yeats (1921–2007)           |       | 5 novembre 1969   | 3 janvier 1973    | Fianna Fáil         | Panel de la culture et de l'éducation                                                 | 12e    |
|      | 9.   | Micheál Cranitch (1912–1999)        |       | 3 janvier 1973    | 1 juin 1973       | Fianna Fáil         | Nommé par le Taoiseach                                                                | 12e    |
|      | 10.  | James Dooge (1922–2010)             |       | 1 juin 1973       | 27 octobre 1977   | Fine Gael           | Panel de l'industrie et du commerce                                                   | 13e    |
|      | 11.  | Séamus Dolan (1914–2010)            |       | 27 octobre 1977   | 8 octobre 1981    | Fianna Fáil         | Panel du travail                                                                      | 14e    |
|      | 12.  | Charles McDonald (né en 1935)       |       | 8 octobre 1981    | 13 mai 1982       | Fine Gael           | Panel de l'agriculture                                                                | 15e    |
|      | 13.  | Tras Honan (1930-2023)              |       | 13 mai 1982       | 23 février 1983   | Fianna Fáil         | Panel de l'administration                                                             | 16e    |
|      | 14.  | Patrick Reynolds (1920–2003)        |       | 23 février 1983   | 25 avril 1987     | Fine Gael           | Panel de l'industrie et du commerce                                                   | 17e    |
|      | (13) | Tras Honan (1930-2023)              |       | 25 avril 1987     | 1 novembre 1989   | Fianna Fáil         | Panel de l'administration                                                             | 18e    |
|      | 15.  | Seán Doherty (1944–2005)            |       | 1 novembre 1989   | 23 janvier 1992   | Fianna Fáil         | Panel de l'administration                                                             | 19e    |
|      | 16.  | Seán Fallon (1937–1995)             |       | 23 janvier 1992   | 12 juillet 1995   | Fianna Fáil         | Panel de l'industrie et du commerce                                                   | 19e    |
| 20e  | 16.  | Seán Fallon (1937–1995)             |       | 23 janvier 1992   | 12 juillet 1995   | Fianna Fáil         | Panel de l'industrie et du commerce                                                   |        |
|      | 17.  | Liam Naughten (1944–1996)           |       | 12 juillet 1995   | 16 novembre 1996  | Fine Gael           | Panel de l'agriculture                                                                |        |
|      | 18.  | Brian Mullooly (né en 1935)         |       | 16 novembre 1996  | 27 novembre 1996  | Fianna Fáil         | Panel du travail                                                                      |        |
|      | 19.  | Liam T. Cosgrave (né en 1956)       |       | 27 novembre 1996  | 17 septembre 1997 | Fine Gael           | Panel de l'industrie et du commerce                                                   |        |
|      | (18) | Brian Mullooly (né en 1935)         |       | 17 septembre 1997 | 12 septembre 2002 | Fianna Fáil         | Panel du travail                                                                      | 21e    |
|      | 20.  | Rory Kiely (1934–2018)              |       | 12 septembre 2002 | 13 septembre 2007 | Fianna Fáil         | Panel de l'agriculture                                                                | 22e    |
|      | 21.  | Pat Moylan (né en 1946)             |       | 13 septembre 2007 | 25 mai 2011       | Fianna Fáil         | Panel de l'agriculture                                                                | 23e    |
|      | 22.  | Paddy Burke (né en 1955)            |       | 25 mai 2011       | 8 juin 2016       | Fine Gael           | Panel de l'agriculture                                                                | 24e    |
|      | 23.  | Denis O'Donovan (né en 1955)        |       | 8 juin 2016       | 29 juin 2020      | Fianna Fáil         | Panel de l'agriculture                                                                | 25e    |
|      | 24.  | Mark Daly (né en 1973)              |       | 29 juin 2020      | 16 décembre 2022  | Fianna Fáil         | Panel de l'administration                                                             | 26e    |
|      | 25.  | Jerry Buttimer (né en 1967)         |       | 16 décembre 2022  | 12 février 2025   | Fine Gael           | Panel du travail                                                                      | 26e    |
|      | 26.  | Mark Daly (né en 1973)              |       | 12 février 2025   | En cours          | Fianna Fáil         | Panel de l'administration                                                             | 27e    |

## Suppléant
Le suppléant du Cathaoirleach est le Leas-Chathaoirleach. L'actuelle Leas-Cathaoirleach est Maria Byrne, sénatrice du Fine Gael, depuis le 19 février 2025.

### Sources
- Liste des Cathaoirligh sur le site du Seanad Éireann

- (en) Cet article est partiellement ou en totalité issu de l’article de Wikipédia en anglais intitulé « Cathaoirleach » (voir la liste des auteurs).